# جاك لوران
جاك لوران (بالفرنسية: Jacques Laurent )‏ (و. 1919 – 2000 م) هو كاتب، وصحفي، وروائي، وكاتب سيناريو، وكاتب مقالات فرنسي، ولد في باريس، كان عضوًا في الحركة الفرنسية، كان عضوًا في أكاديمية اللغة الفرنسية (منذ 26 يونيو 1986)، توفي في باريس، عن عمر يناهز 81 عاماً.

## التعليم
تعلم في مدرسة كوندرست.

## جوائز
حصل على جوائز منها:
- جائزة غونكور (1971)
- جائزة الرصيف الذهبي [الإنجليزية]‏
- جائزة الأمير بيير  [لغات أخرى]‏
- Grand Prix de Littérature de l'Académie française [الإنجليزية]‏.

## وصلات خارجية
- جاك لوران على موقع IMDb (الإنجليزية)
- جاك لوران على موقع مونزينجر (الألمانية)
- جاك لوران على موقع ألو سيني (الفرنسية)
- جاك لوران على موقع أول موفي (الإنجليزية)
- جاك لوران على موقع قاعدة بيانات الأفلام السويدية (السويدية)
- جاك لوران على موقع قاعدة بيانات الفيلم (الإنجليزية)
- جاك لوران على موقع كينوبويسك (الروسية)